# Iglesia de San Juan Bautista (Chiclana de la Frontera)
La iglesia mayor de San Juan Bautista es una iglesia de estilo neoclásico construida en Chiclana de la Frontera (Provincia de Cádiz, España) originalmente cuando la entonces villa fue cedida, junto con otras de la zona por el rey Fernando IV a don Alonso Pérez de Guzmán El Bueno en recompensa por su defensa de la plaza de Tarifa. 

## Historia

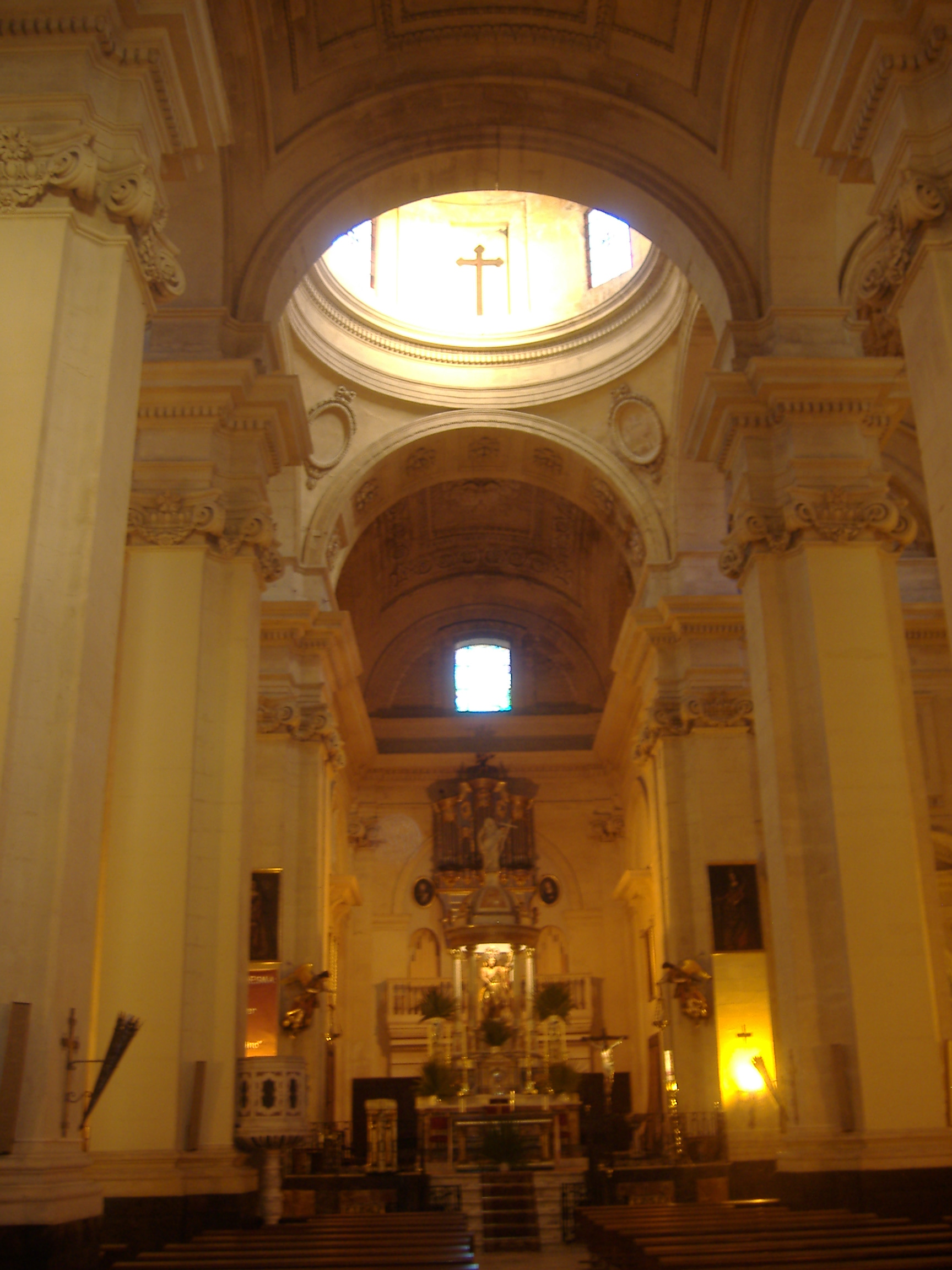
Nave central

La construcción se inició hacia 1510, en un proceso constructivo lento, pues hasta el año 1576 no se concluyó la sacristía y la torre. Pero esta iglesia se derriba en el siglo XVIII ante la imposibilidad de acometer su ampliación, debido a su acusado estado de ruina que sufría. De aquella primera iglesia, se conserva en el templo actual parte del bajorrelieve del Descendimiento que perteneció a su Retablo Mayor, obra de hacia el año 1552 y cuyos artífices fueron el entallador Roque Balduque y el pintor Andrés Ramírez.
El arquitecto Torcuato Cayón de la Vega, por entonces encargado de las obras de la catedral nueva de Cádiz, y figura clave en la transición de la arquitectura barroca al neoclásico en esta zona, fue el encargado de diseñar la nueva iglesia de San Juan Bautista de Chiclana, construida a partir de 1776 bajo su dirección y hasta su muerte en 1783, con planta de salón, cripta bajo el presbiterio y tres naves de igual altura sobre pilares cruciformes.
Continuó las obras, con algunas modificaciones, su ahijado y discípulo Torcuato Benjumeda, nacido en el Puerto de Santa María, uno de los artífices más destacados del Neoclasicismo gaditano, y las continuó hasta su muerte, en 1836, sin ver concluidas las mismas, que de iban demorando por falta de fondos. Para esa fecha quedaban por hacer entre otros, las dos torres-campanarios diseñadas por él para los pies de la fachada y el cubrimiento de la cúpula y su linterna.
Las obras se suspendieron bajo la ocupación francesa en el año 1810 y hasta 1812. En esta etapa la iglesia sufrió grandes desperfectos al ser destinada a cuartel general y parque de artillería por la tropa invasora, desapareciendo en ese tiempo, entre otros valiosos elementos, los mármoles ya labrados para el altar mayor.
Después de muchas vicisitudes, el templo se consagró en 1814 con las obras acabadas solo provisionalmente (la cúpula era aún provisional y de madera), predicando la primera misa el magistral Antonio Cabrera, natural de Chiclana y canónigo de la catedral de Cádiz. Quedaban aún por hacer partes importantes como las dos torres-campanarios de la fachada, la colocación de la imagen de san Juan Bautista para el balcón central y la linterna de la cúpula.
En 2013 tuvo que ser intervenida con una actuación de urgencia debido al inminente riesgo de derrumbe en el frontón de la basílica.En el mismo año se produjo la restauración de la imagen del patrón chiclanero.

## Descripción
La fachada principal se eleva sobre una plataforma que salva el desnivel existente entre el interior y la plaza, con rampas a los lados y amplia grada en el centro. Fue construida entre los años 1791 y 1797 y está organizada articulada en tres calles separadas mediante las clásicas pilastras adosadas de orden jónico con guirnaldas, tan del gusto de Benjumeda. La portada es de dos cuerpos de altura, la baja con parejas de columnas corintias en zig-zag que permite la creación de un balcón central superior en cuyo espacio se había proyectado la colocación de la imagen de su titular, san Juan Bautista, patrón de la localidad. Remata el conjunto un amplio frontón triangular con esculturas de dos grandes ángeles que portan un escudo heráldico en cuyos cuarteles campean los escudos de armas de la propia parroquia, de Chiclana y de Cádiz.
Del interior del templo destacan las bóvedas elípticas de las dos capillas laterales, los pequeños retablos laterales de estilo neoclásico diseñados por Benjumeda, dos lienzos barrocos junto al altar mayor atribuidos a la escuela de Zurbarán, y valiosas piezas de orfebrería, como la Custodia procesional del siglo XVIII y el San Juan Bautista de Roque Balduque que puede contemplarse en el museo de la ciudad.

## Protección
Bien de Interés Cultural, la iglesia está catalogada como Monumento según publicación aparecida en el BOE en el año 1975

## Bicentenario
En 2014 se celebraron los 200 años de este templo, los actos y exposiciones sobre su historia, se alargaron hasta comienzos de 2015, debido a que según los historiadores, fue considerada la "Catedral" de Chiclana, debido a que los arquitectos que la concibieron trataron de hacer en ella lo que no pudieron realizar en la Catedral de Cádiz (en la que también trabajaban) y también fue debido a que en Chiclana durante esa época, había una economía muy desarrollada debido al comercio con América y a que "soñaron con un gran templo que, a la vez que una gran ofrenda a Dios, fuera símbolo del poder económico de una Chiclana que vivió en primera línea el comercio de Indias y el gran desarrollo burgués de la segunda mitad del siglo XVIII".